# Palacio de Tribunales de Tucumán

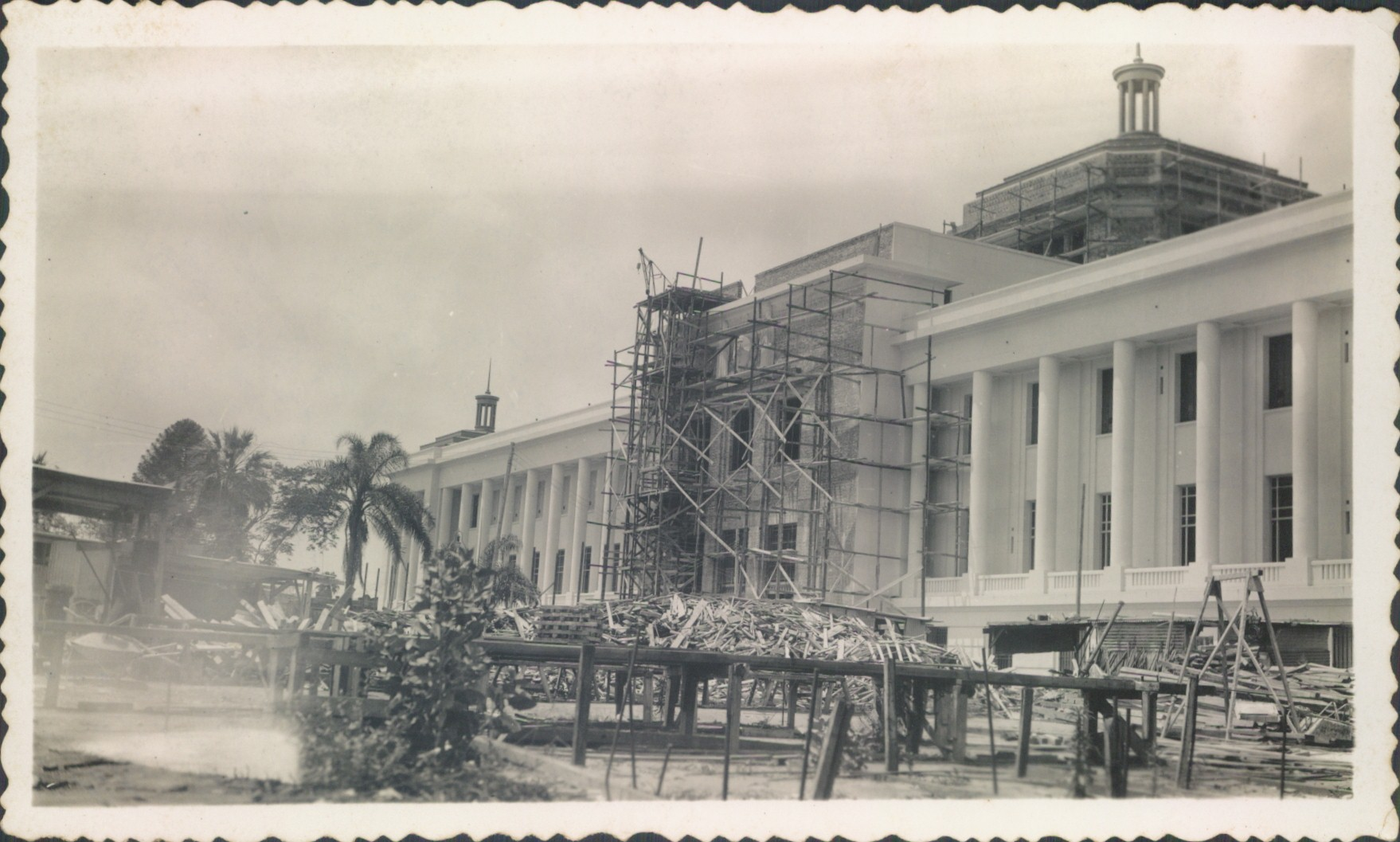
Construcción de Palacio de Tribunales, año 1938

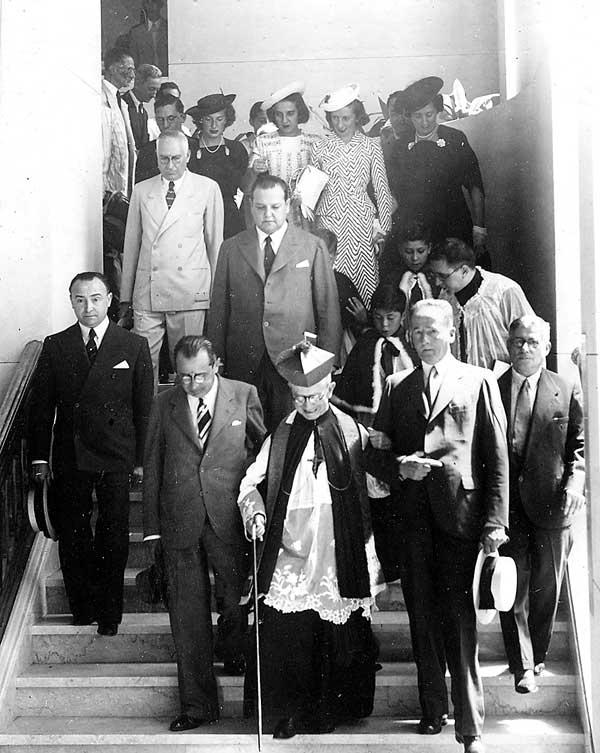
El gobernador Miguel Mario Campero, el obispo Bernabé Piedrabuena y el presidente de la corte suprema de Tucumán Juan Heller en la inauguración de Palacio de Tribunales, año 1939

El Palacio de Tribunales de Tucumán es la sede de la Corte Suprema de Justicia de la Provincia de Tucumán. Se encuentra en la ciudad de San Miguel de Tucumán entre las calles Lamadrid, Congreso, 9 de Julio y pasaje Vélez Sarsfield frente a la plaza Hipólito Yrigoyen.

## Historia
La Corte Suprema de Justicia de Tucumán se crea tras la promulgación de la constitución provincial de 1907, pero iniciando actividades el 24 de agosto de 1908. Originalmente el poder judicial funcionó en una vieja casona ubicada en la calle Crisóstomo Álvarez, la cual resultó vetusta y pequeña para las nuevas necesidades de la corte.
Por ello, en 1936, el gobierno provincial a cargo de Miguel Mario Campero compró el predio del Mercado del Sur para construir la nueva sede de la Corte Provincial de Tucumán. Este mercado fue trasladado a la intersección de las calles 9 de Julio y Lavalle para que se continúe con la construcción del palacio, la cual empezó en el año 1937 tras la colocación de la piedra fundamental el año anterior y la compra definitiva de los terrenos.
La construcción fue ejecutada por Sollazo S.A. y el diseño de la obra fue del arquitecto Francisco Squirru siendo finalizada en 1939 y habilitada el 15 de febrero de ese año por el Gobernador Campero y el Juez Juan Heller. El edificio era de tres pisos en altura donde se alojaban todas las dependencias judiciales y una sucursal del Banco de Tucumán y de Correos y Telégrafos. También el Colegio de Abogados se asentó en el edificio hasta que inauguró su sede en los años 50.
En 1993, durante el juicio a Mario Malevo Ferreyra por triple homicidio, Ferreyra se atrincheró en el palacio de Tribunales y luego salió con una granada en mano amenazando con detonarla y matar a todos los presentes en ese juicio, abandonando el lugar. 79 días después fue detenido por la policía en Santiago del Estero tras entregarse.
Con el paso de los años, la mampostería sufrió agrietamientos gracias a la gran carga en su estructura. Por esa razón, se remodeló el edificio reemplazando los antiguos pilotes por nuevos a fin de evitar que se hunda la estructura. También se reforzaron las paredes, pisos y se realizaron trabajos de pintura. La remodelación duró tres años, desde 2004 hasta 2007.
En 2009 se inicia, en calle 9 de Julio al frente del Palacio de Tribunales, la construcción de dos torres llamadas Tribunales 2 siendo finalmente inaugurado el 6 de diciembre de 2019. Este conjunto de torres costó US$ 8 000 000 contando una torre con cinco pisos en altura y la otra torre con catorce pisos en altura ocupando una superficie de 9800 metros cuadrados con capacidad para alojar 700 empleados. Fue diseñado para albergar distintas oficinas y áreas judiciales junto con el archivo judicial concentrando oficinas que estaban dispersas en la ciudad.